# Reinhold Wilhelm Buchholz

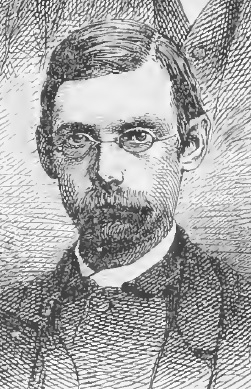
Reinhold Wilhelm Buchholz

Reinhold Wilhelm Buchholz (1837-1876) is een Duitse herpetoloog en carcinoloog.
Hij beschreef in het bijzonder, de fauna van de Noordzee en Kameroen.
Buchholz is de gebruikelijke afkorting van Reinhold Wilhelm Buchholz in de zoölogie. Zie de lijst van afkortingen auteur zoölogie
- Gemeinsame Normdatei: 131622269
- International Standard Name Identifier: 0000 0000 6686 6991
- Library of Congress Control Number: n78050752
- Nationale Bibliotheek van Israël: 987007259096005171
- Système universitaire de documentation: 118733664
- Virtual International Authority File: 30675513
- WorldCat: E39PBJxhrP9XvhDfBThfmDV3cP